# Petit palace (Tampere)
Le petit palace (finnois : Pikkupalatsi) est un monument de style néo-Renaissance situé dans le quartier de Finlayson à Tampere en Finlande,.

## Histoire
Le petit palace est construit pour servir d'habitation à Christian Bruun le premier dirigeant de Finlayson.
Par la suite le palace est partagé en deux logements pour les dirigeants et directeurs d'usine de Finlayson jusqu'aux années 1980 où il est transformé en espaces de commerce et de bureaux,.

## Architecture
L'édifice a trois niveaux, le niveau supérieur pour les logements, le niveau intermédiaire pour les fêtes et le niveau inférieur est le cellier. 
La décoration intérieure est de Louis Sparre,.